# Guinea (mynt)

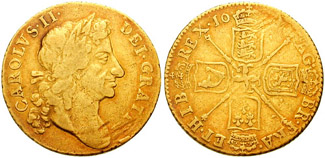
Ett av de första guinea-mynten, från Karl II:s tid.

Guinea (engelska [ˈgɪni]), guldmynt som utgavs i Kungariket England och det efterföljande Storbritannien mellan 1662 och 1813. Det försvann som mynt 1816, i samband med att Storbritannien införde guldmyntfot, men begreppet guinea fortsatte att användas vid prissättning av ett flertal varor (inte minst kläder) ända till 1971, då Storbritannien övergick till decimalvaluta. Det används än i dag som ett begrepp vid vissa boskapsauktioner.
Guinea var landets första maskintillverkade guldmynt och var ursprungligen värt 1 pund, så det motsvarade därmed 20 shilling. Värdeökningen på guld under 1600-talet gjorde dock att även guineans värde ökade så att en guinea som mest var värd 30 shilling. År 1717 fixerades det officiella värdet till 21 shilling, men eftersom guineas var gjorda av guld fortsatte de inofficiellt att vara värda mycket mer tills Storbritannien införde guldmyntfot 1816.
Myntet var döpt efter Guinea i Västafrika, tack vare att huvuddelen av det guld som användes vid introduktionen 1662 kom därifrån.
Det egyptiska ordet för egyptiskt pund (الجنيه el-genēh) kommer från brittiska "guinea", och beror på att 100 qirsh (dvs 1 egyptiskt pund) var värda ca 21 brittiska shilling när det brittiskstyrda Egypten införde sitt pund 1899.
Guinea används än i dag som värdebegrepp på vissa brittiska boskaps- och hästauktioner och motsvarar då 1 pund och fem pence: köparen betalar enligt guineaspriset, medan säljaren får motsvarande belopp i pund och auktionären får mellanskillnaden (dvs 5 pence för varje pund) i kommission.